# 185498 Majorcastroinst
185498 Majorcastroinst este o planetă minoră (asteroid) din centura de asteroizi. A fost descoperită pe 17 septembrie 2007 la Observatorio Astronómico de La Sagra⁠(d) de Observatorul Astronomic din Mallorca⁠(d). 
Obiectul prezintă o orbită caracterizată de o semiaxă mare de 2,3881146645386 UAi, o excentricitate de 0,25457278327523, o înclinație de 7,6469744852988 ° în raport cu ecliptica.